# Pseudoxenodon
Pseudoxenodon är ett släkte av ormar. Pseudoxenodon ingår i familjen snokar.
Arterna förekommer i Kina och Sydostasien. De vistas främst på marken och jagar groddjur samt ödlor. Honor lägger antagligen ägg.
Arter enligt Catalogue of Life och The Reptile Database:
- Pseudoxenodon bambusicola
- Pseudoxenodon baramensis
- Pseudoxenodon inornatus
- Pseudoxenodon karlschmidti
- Pseudoxenodon macrops
- Pseudoxenodon stejnegeri